# Sasza Ilić
Sasza Ilić (mac.: Саша Илиќ; ur. 5 września 1970 w Skopju) – macedoński piłkarz występujący na pozycji bramkarza.

## Kariera klubowa
Ilić karierę rozpoczynał w 1987 roku w Wardarze, grającym w pierwszej lidze jugosłowiańskiej. W 1993 roku został zawodnikiem Partizana, a w sezonie 1993/1994 zdobył z nim mistrzostwo Jugosławii oraz Puchar Jugosławii. W 1995 roku przeszedł do południowokoreańskiego Busan Daewoo Royals, z którym w 1997 roku wywalczył mistrzostwo Korei Południowej.
W tym samym roku Ilić odszedł do niemieckiego Hamburgera SV. Jego graczem był przez 3 sezony, jednak nie rozegrał tam żadnego spotkania w Bundeslidze. W 2000 roku wrócił do swojego pierwszego klubu, Wardaru. W sezonie 2001/2002 zdobył z nim Puchar Macedonii. W 2002 roku przeszedł do rosyjskiego Dinama Petersburg, grającego w drugiej lidze i występował tam do końca sezonu 2002.
Następnie Ilić wyjechał do Iranu, gdzie do 2008 roku grał w drużynach Persepolis, Esteghlal Ahwaz oraz Pegah FC. Następnie zakończył karierę, a w 2013 roku wznowił ją i rozegrał 2 spotkania w barwach zespołu Euromilk Gorno Lisicze.

## Kariera reprezentacyjna
W reprezentacji Macedonii Ilić zadebiutował 7 czerwca 1997 w wygranym 1:0 meczu eliminacji Mistrzostw Świata 1998 z Islandią. W latach 1997–2005 w drużynie narodowej rozegrał 5 spotkań.